# Joaquín Zavala
Joaquín Zavala Solís est un homme politique qui est président du Nicaragua du 1er mars 1879 au 1er mars 1883 et du 16 juillet 1893 au 25 juillet 1893.